# Chaim Weizmann
Chaim Azriel Weizmann, tiếng Hebrew: חיים עזריאל ויצמן, tiếng Ả Rập: حاييم وايزمان Hayyiyim Wayizman (tháng 11 năm 1874 – 9 tháng 11 năm 1952) là một nhà lãnh đạo chủ nghĩa phục quốc Do Thái, chủ tịch Tổ chức Phục quốc Do Thái (Zionist Organization) và cũng là tổng thống đầu tiên của Israel. Ông được bầu cử vào ngày 1 tháng 2 năm 1949 và phục vụ cho đến khi qua đời năm 1952.
Weizmann cũng là một nhà hóa học, đã phát triển phương pháp lên men axeton-butanol-etanol (Acetone-butanol-ethanol fermentation) để sản xuất axeton thông qua sự lên men do vi khuẩn. Ông cũng đã thành lập Viện Khoa học Weimann ở Rehovot, Israel.